# Menziken
Menziken – gmina (niem. Einwohnergemeinde) w północnej Szwajcarii, w kantonie Argowia, w okręgu Kulm. 31 grudnia 2022 liczyła 7874 mieszkańców. 1 stycznia 2023 do gminy przyłączono gminę Burg.